# U.S. Indoor National Championships 1984
Lo U.S. Indoor National Championships 1984 è stato un torneo giocato sul sintetico indoor del Racquet Club of Memphis a Memphis nel Tennessee. 
È stata la 83ª edizione del Torneo di Memphis, facente parte del Volvo Grand Prix 1984.

## Campioni

### Singolare maschile
Jimmy Connors ha battuto in finale  Henri Leconte con il punteggio di 6–3, 4–6, 7–5.

### Doppio maschile
Fritz Buehning /  Peter Fleming hanno battuto in finale  Heinz Günthardt /  Tomáš Šmíd con il punteggio di 6–3, 6–0.